# 拉卡伊8760
拉卡伊8760（Lacaille 8760，又称显微镜座AX) ，是一颗位于显微镜座中的红矮星。尽管它十分暗淡，不能用肉眼看到，它是离太阳最近的恒星之一，距离为12.9光年。它最早列在法国天文学家尼可拉·路易·拉卡伊1763年的一个星表中。他在好望角的一个天文台观测南天星空时发现了它。